# 早川喜貴
早川 喜貴（はやかわ よしき、1958年- ）は、日本の映画監督。

## 経歴
東京都出身。横浜放送映画専門学院（日本映画学校）卒。在学時より今村昌平監督作品にスタッフとして参加。主に助監督として活躍する。

## 作品

### 映画

#### 監督作品
- ひき逃げファミリー2　1994[1]
- 鉄砲玉、散る ゲスは殺ったれ!　1997[1]
- ハンコください!　1997[1]
- 父危篤、面会謝絶　1997[1]
- 捜査四課対広域暴力団　2000[1]
- 天国までの百マイル　2000[1]

#### 参加作品
- 楢山節考　1983
- 生きてるうちが花なのよ　死んだらそれまでよ党宣言  1985  助監督
- 1990牡丹燈籠　1990　助監督[2]
- ジェームス山の李蘭　1992　助監督[1]
- ひき逃げファミリー　1992　助監督[1]
- 獅子王たちの最后　1993　助監督[1]
- 修羅の帝王　1994　助監督[1]
- 愛の新世界　1994　助監督[1]
- 螢II 赤い傷痕　1995　助監督[1]
- 迅雷 組長の身代金　1996　助監督[2]
- 人間椅子　1997　助監督[1]
- 熱血!二代目商店街　1999　助監督[1]
- 女侠 夜叉の舞い　2000　助監督[2]
- 火火（ひび）　2004　監督補[1]
- トニー滝谷　2005　助監督[2]
- あおげば尊し　2006　監督補[1]
- 釣りキチ三平　2009　助監督[1]
- さまよう刃　2009　助監督[1]
- キリン POINT OF NO-RETURN !　2011　助監督[1]
- MADE IN JAPAN こらッ!　2011　監督補[2]
- 潜伏 SENPUKU　2013　助監督[2]
- 信虎　2021　演技事務

### テレビドラマ
- 世紀を刻んだ歌 何日君再来　2005